# 관여금지
관여금지(Disqualification suspension)란, 경마에 관계하지 못하게 하는 것을 말한다. 부정을 목적으로 하였거나 부정을 저지른 조교사, 기수 및 마필관리사에게 한국마사회가 개최하는 경마에 관여 금지 또는 정지시키는 것을 말한다. 이것은 외국에서도 똑같다.